# フレンチプレス (ウエイト・トレーニング)
フレンチプレス(French press)は、ウエイトトレーニングの種目の一つ。上腕三頭筋長頭がターゲット。手の力でダンベルを上下させずに三頭筋の力で動かし、動作中に三頭筋に力が入っているのを意識するのがポイント。

## 具体的動作

### ケーブル・フレンチプレス
1. ケーブルを使用し、ハンドルを頭で構えて握る。
2. 二手に分かれたロープのアタッチメントが広がらないように付け根にリストストラップを巻き付け、上体を倒して前方を向いた状態になる。
3. 肘の曲げ伸ばしを行う。

### ワンハンド・ケーブル・フレンチプレス
ケーブルフレンチプレスを片手で行うもの。

### ダンベル・フレンチプレス
1. ダンベルを頭の真上で両手で持つ。
2. 肘を固定したまま、ダンベルを頭の後ろに下げる。
3. 元の位置に戻す。
4. 2~3を繰り返す。